# Archie Savage

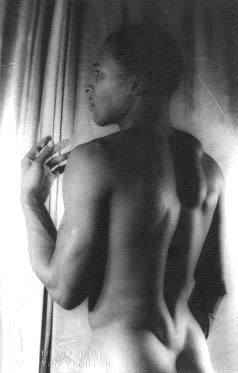
Archie Savage
-photo Carl Van Vechten

Archie C. Savage (* 19. April 1914 in Norfolk, Virginia; † 4. Februar 2003 in Los Angeles, Kalifornien) war ein US-amerikanischer Tänzer und Schauspieler.

## Leben
Savage wuchs in Harlem auf. Seine erste professionelle Beschäftigung als Tänzer erhielt der farbige, großgewachsene Savage Mitte der 1930er Jahre bei „Hemsley Winfield's Dance Troupe“, bevor er ab 1939 zu Katherine Dunham und ihrer Dance Troupe wechselte, wo er für Jahre mit seiner Partnerin die afro-kubanische Tanzform prägte. Neben Tanzengagements dieser Truppe war er auch in fünf Broadway-Produktionen, darunter die erste Produktion von „South Pacific“ im Jahr 1949 und in einer Handvoll Filmen zu sehen.
Im Alter von etwa vierzig Jahren verließ Savage das Tagesgeschäft und wandte sich der Choreographie einer eigenen Tanzgruppe und der Schauspielerei zu. Es blieb zeitbedingt bei einigen Nebenrollen als afrikanische Stammesführer, woraufhin Savage Ende der 1950er Jahre sich in Europa ein neues Betätigungsfeld suchte. Er wurde zunächst in Deutschland und dann lange in Italien heimisch, wo er für rund zwanzig Filme als Schauspieler oder Choreograph Arbeit fand; darunter als Tänzer in Federico Fellinis La Dolce Vita, aber auch zahlreiche Abenteuerfilme und einige Science-Fiction-Produktionen von Antonio Margheriti.
Mit sechzig Jahren zog sich Savage von der aktiven Arbeit zurück und unterrichtete in den USA junge Berufskollegen.

## Filmografie (Auswahl)
- 1944: Jammin’ the Blues
- 1954: Weißer Herrscher über Tonga (His Majesty O’Keefe)
- 1954: Vera Cruz
- 1958: Bühne frei für Marika
- 1959: La Dolce Vita (La dolce vita)
- 1960: Space men
- 1967: Von Mann zu Mann (Da uomo a uomo)